# Ksantozoma
Ksantozoma (lat. Xanthosoma), rod trajnica iz porodice Araceae raširen po Srednjoj i Južnoj Americi. Pripada mu preko 190 vrsta koje uglavnom rastu kao geofiti na vlažnim mjestima, močvarama, obalama rijeka, sezonski poplavljenim mjestima i travnjacima.
Ovaj rod je poznat po velikim listovima, dužine od 40 – 200 cm., pa je nazivan i slonovsko uho (Elephant’s ear).

## Vrste
1. Xanthosoma acevedoi Croat & Delannay
2. Xanthosoma acutilobum Croat & Delannay
3. Xanthosoma acutum E.G.Gonç.
4. Xanthosoma akkermansii (G.S.Bunting) Croat
5. Xanthosoma alpayacuense Croat & L.P.Hannon
6. Xanthosoma alversonii Croat & Delannay
7. Xanthosoma amacayacuense Croat & Delannay
8. Xanthosoma anderssonii Croat
9. Xanthosoma aristeguietae (G.S.Bunting) Madison
10. Xanthosoma asplundii Croat & Delannay
11. Xanthosoma auriculatum Regel
12. Xanthosoma australe Croat & Delannay
13. Xanthosoma baguense Croat
14. Xanthosoma bakhuisense Croat & Delannay
15. Xanthosoma barbacoasense Croat & Delannay
16. Xanthosoma barbourii Croat & Delannay
17. Xanthosoma barinasense Croat & Delannay
18. Xanthosoma bayo G.S.Bunting
19. Xanthosoma belophyllum (Willd.) Kunth
20. Xanthosoma berlinii Croat & Delannay
21. Xanthosoma betancurii Croat & Delannay
22. Xanthosoma bilineatum Rusby
23. Xanthosoma bolivaranum G.S.Bunting
24. Xanthosoma brasiliense (Desf.) Engl.
25. Xanthosoma brevispathaceum Engl.
26. Xanthosoma buntingianum Croat & Delannay
27. Xanthosoma caladioides Grayum
28. Xanthosoma calcaense Croat & Delannay
29. Xanthosoma callejasii Croat & Delannay
30. Xanthosoma camposii Croat & Delannay
31. Xanthosoma caquetense Croat, Delannay & Edwin Trujillo
32. Xanthosoma caracu K.Koch & C.D.Bouché
33. Xanthosoma caucavallense Croat & Delannay
34. Xanthosoma caulotuberculatum G.S.Bunting
35. Xanthosoma ceronii Croat & L.P.Hannon
36. Xanthosoma cerrosapense Croat & O.Ortiz
37. Xanthosoma chaparense Croat & Delannay
38. Xanthosoma cinchonaense Croat & Delannay
39. Xanthosoma conspurcatum Schott
40. Xanthosoma contractum G.S.Bunting
41. Xanthosoma cordatum N.E.Br.
42. Xanthosoma cordifolium N.E.Br.
43. Xanthosoma corentynense Croat & Delannay
44. Xanthosoma crassilaminum Croat & L.P.Hannon
45. Xanthosoma crassinervium Croat & L.P.Hannon
46. Xanthosoma cremersii Croat & Delannay
47. Xanthosoma cubense (Schott) Schott
48. Xanthosoma cundinamarcense Croat & Delannay
49. Xanthosoma daguense Engl.
50. Xanthosoma danielsii Croat & Delannay
51. Xanthosoma daulense Croat & Delannay
52. Xanthosoma davidsmithii Croat & Delannay
53. Xanthosoma davidsonii Croat
54. Xanthosoma dealbatum Grayum
55. Xanthosoma debelliae Croat & Delannay
56. Xanthosoma delannayi Croat
57. Xanthosoma diazii Croat & Delannay
58. Xanthosoma dodsonii Croat
59. Xanthosoma eggersii (Engl.) Engl.
60. Xanthosoma epipetricum Croat & Delannay
61. Xanthosoma exiguum G.S.Bunting
62. Xanthosoma flavomaculatum Engl.
63. Xanthosoma fonnegrae Croat & Delannay
64. Xanthosoma foreroi Croat & Delannay
65. Xanthosoma fractum Madison
66. Xanthosoma fuentesii Croat & Delannay
67. Xanthosoma galianoi Croat & Delannay
68. Xanthosoma gillespieae Croat & Delannay
69. Xanthosoma giraldoi Croat, Delannay & E.Calderón
70. Xanthosoma gonzalezii Croat & Delannay
71. Xanthosoma granvillei Croat & Thomps.
72. Xanthosoma grayumii Croat & Delannay
73. Xanthosoma guaramacalense Croat, Stergios & Delannay
74. Xanthosoma guttatum Croat & D.C.Bay
75. Xanthosoma hammelii Croat, Delannay & O.Ortiz
76. Xanthosoma hannoniae Croat
77. Xanthosoma harlingianum (Croat) Croat & L.P.Hannon
78. Xanthosoma hebetatum Croat & D.C.Bay
79. Xanthosoma helleborifolium (Jacq.) Schott
80. Xanthosoma herrerae Croat & P.Huang
81. Xanthosoma huilense Croat & Delannay
82. Xanthosoma hylaeae Engl. & K.Krause
83. Xanthosoma jaramilloi Croat & Delannay
84. Xanthosoma jatunsachense Croat, Delannay & Cerón
85. Xanthosoma jorgeramosii Croat & Delannay
86. Xanthosoma killipii Croat & Delannay
87. Xanthosoma knappiae Croat & Delannay
88. Xanthosoma kressii Croat & Delannay
89. Xanthosoma kvistii Croat & Delannay
90. Xanthosoma lagunaense Croat, Stergios & Delannay
91. Xanthosoma laselvaense Croat & Delannay
92. Xanthosoma latestigmatum Bogner & E.G.Gonç.
93. Xanthosoma liesneri Croat & Delannay
94. Xanthosoma linganii Croat & Delannay
95. Xanthosoma lojaense Croat & Delannay
96. Xanthosoma lojtnantii Croat & Delannay
97. Xanthosoma longepedunculum Croat & Delannay
98. Xanthosoma longilobum G.S.Bunting
99. Xanthosoma lucens E.G.Gonç.
100. Xanthosoma luteynii Croat & Delannay
101. Xanthosoma macarenense Croat & Delannay
102. Xanthosoma mafaffoides G.S.Bunting
103. Xanthosoma mansellii Croat & Delannay
104. Xanthosoma mariae Bogner & E.G.Gonç.
105. Xanthosoma mariquitense Croat & Delannay
106. Xanthosoma maroae G.S.Bunting
107. Xanthosoma mashpiense Croat & Delannay
108. Xanthosoma maximiliani Schott
109. Xanthosoma mendozae Matuda
110. Xanthosoma mexicanum Liebm.
111. Xanthosoma monteagudoi Croat & Delannay
112. Xanthosoma muluwataya Croat & Delannay
113. Xanthosoma munchiquense Croat & Delannay
114. Xanthosoma mutataense Croat & Delannay
115. Xanthosoma nambiense Croat & Delannay
116. Xanthosoma nangaritzense Croat & Delannay
117. Xanthosoma narinoense Bogner & L.P.Hannon
118. Xanthosoma nestorpazii Croat & Delannay
119. Xanthosoma nitidum G.S.Bunting
120. Xanthosoma nodosum Croat & V.Pellet.
121. Xanthosoma nowickii Croat & Delannay
122. Xanthosoma nunezii Croat & Delannay
123. Xanthosoma obtusilobum Engl.
124. Xanthosoma ollgaardii Croat & Delannay
125. Xanthosoma orinocense G.S.Bunting
126. Xanthosoma ortizii Croat
127. Xanthosoma oyuelae Croat & Delannay
128. Xanthosoma pailaense Croat & Delannay
129. Xanthosoma palaciosii Croat & Delannay
130. Xanthosoma palenquense Croat & Delannay
131. Xanthosoma panguiense Croat & Delannay
132. Xanthosoma paradoxum (Bogner & Mayo) Bogner
133. Xanthosoma pariense G.S.Bunting
134. Xanthosoma paruimaense Croat & Delannay
135. Xanthosoma pedatisectum E.G.Gonç.
136. Xanthosoma peltatum G.S.Bunting
137. Xanthosoma pennellii Croat & Delannay
138. Xanthosoma pentaphyllum (Schott) Engl.
139. Xanthosoma petaquillense Croat
140. Xanthosoma petersiae Croat, Delannay & Lingán
141. Xanthosoma piquambiense Croat, Scherber. & G.Ferry
142. Xanthosoma platylobum (Schott) Engl.
143. Xanthosoma plowmanii Bogner
144. Xanthosoma poecile (Schott) E.G.Gonç.
145. Xanthosoma poeppigii Schott
146. Xanthosoma pottii E.G.Gonç.
147. Xanthosoma puberulum Croat
148. Xanthosoma pubescens Poepp.
149. Xanthosoma pulcachense Croat & Delannay
150. Xanthosoma pulchrum E.G.Gonç.
151. Xanthosoma purpureomaculatum Croat & L.P.Hannon
152. Xanthosoma reinae Croat & Delannay
153. Xanthosoma renteriae Croat & Delannay
154. Xanthosoma reticulatum (Engl.) Croat & Delannay
155. Xanthosoma riedelianum (Schott) Schott
156. Xanthosoma riparium E.G.Gonç.
157. Xanthosoma robustum Schott
158. Xanthosoma rubrispathum E.G.Gonç.
159. Xanthosoma rupununiense Croat & Delannay
160. Xanthosoma sagittifolium (L.) Schott
161. Xanthosoma saguasense G.S.Bunting
162. Xanthosoma sandiaense Croat & Delannay
163. Xanthosoma sanintiae Croat & Delannay
164. Xanthosoma scherberichii Croat & Delannay
165. Xanthosoma schunkei Croat
166. Xanthosoma seideliae Croat
167. Xanthosoma silverstonei Croat
168. Xanthosoma sinnamaryense Croat & Delannay
169. Xanthosoma sizemoreae Croat & Delannay
170. Xanthosoma stenospathum Madison
171. Xanthosoma stergiosii Croat & Delannay
172. Xanthosoma striatipes (Kunth & C.D.Bouché) Madison
173. Xanthosoma striolatum Mart. ex Schott
174. Xanthosoma syngoniifolium Rusby
175. Xanthosoma tachiraense Croat & Delannay
176. Xanthosoma taioba E.G.Gonç.
177. Xanthosoma tarapotense Engl.
178. Xanthosoma thompsoniae Croat & Delannay
179. Xanthosoma trichophyllum K.Krause
180. Xanthosoma trilobum G.S.Bunting
181. Xanthosoma trinitense Croat & Delannay
182. Xanthosoma tuberculatum Croat & Delannay
183. Xanthosoma tuberquiae Croat & Delannay
184. Xanthosoma ucumariense Croat & Delannay
185. Xanthosoma ulei Engl.
186. Xanthosoma undipes (K.Koch & C.D.Bouché) K.Koch
187. Xanthosoma vargasii Croat & Delannay
188. Xanthosoma villaricense Croat, Delannay & Lingán
189. Xanthosoma viviparum Madison
190. Xanthosoma weeksii Madison
191. Xanthosoma wendlandii (Schott) Standl.
192. Xanthosoma wurdackii Croat, Delannay & G.S.Bunting
193. Xanthosoma yarumalense Croat & Delannay
194. Xanthosoma yucatanense Engl.
195. Xanthosoma zamoraense Croat & Delannay

## Vanjske poveznice
|  | Zajednički poslužitelj ima još gradiva o temi Xanthosoma |
|  | Wikivrste imaju podatke o taksonu Xanthosoma             |